# Kenneth Lane Thompson
Kenneth Lane „Ken” Thompson (New Orleans, Louisiana, 1943. február 4. –) úttörő amerikai számítástechnikus, a B és a Bon programozási nyelvek szerzője, valamint a Unix és a Plan 9 operációs rendszerek társszerzője.

## Élete
1965-ben BSc, majd 1966-ban MSc fokozatot szerzett, mindkettőt elektromérnök és informatikus szakon a Berkeleyben található Kaliforniai Egyetemen, ahol témavezetője Elwyn Berlekamp volt.
Az 1960-as években Thompson és Dennis M. Ritchie a Multics operációs rendszeren dolgoztak. A Multics írása közben Thompson megalkotta a Bon programozási nyelvet.
Amikor a projekt kezdett túlságosan összetetté válni, mindketten abbahagyták a Multics fejlesztését, de a tanultak alapján 1969-ben Thompson és Ritchie együtt fejlesztették ki a Bell Labsnél a Unix operációs rendszert.
Itt írta meg Thompson a B programozási nyelvet, amely a Ritchie által írt C programozási nyelv elődjének tekinthető.